# إيرينا رومولدانوفا
إيرينا رومولدانوفا (الأوكرانية: Ирина Ромолданова ؛ ولدت في 29 مايو 1994 في كييف) هي لاعبة تايكوندو أوكرانية، فازت رومولدانوفا بالميدالية الفضية في فئة وزن الزعنفة للسيدات في بطولة العالم للتايكواندو 2015 بعد عامين فازت رومولدانوفا بالميدالية الذهبية في فئة وزن الزعنفة للسيدات في بطولة الجامعات الصيفية في تايبيه في عام 2017.